# لويز كريستنسن
لويز كريستنسن (4 سبتمبر 1992 في الدنمارك - ) (بالدنماركية: Louise Kristensen)‏ هي لاعبة كرة يد دانمركية. لعبت مع Aalborg DH ‏.